# Zápor
A zápor konvektív csapadékforma, adott helyen – a csapadékzóna mozgása miatt – rövid ideig tartó, helyi jellegű, heves eső. Konvektív felhőkből: tornyos gomolyfelhőből (Cummulus, Cu), zivatarfelhőből (Cumulonimbus, Cb), vagy frontális esőrétegfelhőbe ágyazott konvektív felhőkből eshet. A zivatartól az különbözteti meg, hogy nincs benne villámlás. Leginkább a nyári félév délutáni óráiban fordul elő. A meteorológiában a zápor ugyanazt jelenti, mint a záporeső, azonban nem egyezik az eső kifejezéssel. 

## A zápor jellemzői
- 5 mm-nél nagyobb cseppekből áll.
- Kisebb - gyakran csak városrésznyi területre - terjed ki, ebből kifolyólag átvonulása is rövid ideig tart (Riggenbach szerint legalább 5 perc).
- Intenzitása nagy (Riggenbach szerint 20 mm/óra).
- Dörgés nem hallható, mivel nincs villámlás.